# Филиппинская белоглазка
Филиппинская белоглазка (лат. Zosterops nigrorum) — вид воробьиных птиц из семейства белоглазковых (Zosteropidae).

## Описание
Длина тела составляет 10,8—12 см, вес — 6—9,2 г. Неполовозрелые птицы окрашены менее ярко, чем взрослые.
Естественная среда обитания филиппинской белоглазки — субтропические и тропические влажные леса.
Птица является эндемиком Филиппин. МСОП присвоил виду статус «Вызывающие наименьшие опасения» (LC).

## Классификация
Международный союз орнитологов выделяет 8 подвидов с ареалами:
- Zosterops nigrorum aureiloris Ogilvie-Grant, 1895 — северо-запад Лусона
- Zosterops nigrorum catarmanensis Rand & Rabor, 1969 — остров Камигин
- Zosterops nigrorum innominatus Finsch, 1901 — северо-восток и центр Лусона
- Zosterops nigrorum luzonicus Ogilvie-Grant, 1895 — юг Лусона и остров Катандуанес
- Zosterops nigrorum meyleri McGregor, 1907 — остров Камигин из архипелага Бабуян
- Zosterops nigrorum mindorensis Parkes, 1971 — остров Миндоро
- Zosterops nigrorum nigrorum Tweeddale, 1878 — запад центральных Филиппин
- Zosterops nigrorum richmondi McGregor, 1904 — муниципалитет Кагайянкильо из провинции Палаван